# Orléanais
Orléanais je nekdanja provinca v osrednji Franciji s prestolnico v Orléansu, slednja ji je dala tudi ime.
Provinca je obstajala vse do francoske revolucije, ko je bila ukinjena, na njenem ozemlju pa so bili ustanovljeni departmaji Loir-et-Cher, Loiret, večina departmaja Eure-et-Loir in del departmaja Yonne. Pred revolucijo je obsegala ozemlje okoli Orléansa (pagus Aurelianensis), ležala je na obeh bregovih reke Loare, za cerkvene potrebe pa je oblikovala tudi Škofijo Orléans. Sprva je bila posest kapetingov. Leta 1344 jo je francoski kralj Filip VI. povzdignil na raven vojvodstva in jo predal svojemu sinu Filipu Valoiškemu, vojvodi Orléanskemu (umrl 1375). Med stoletno vojno je bilo ozemlje Orléanaisa pod Angleži do leta 1429, nato pa je s pomočjo Ivane Orleanske in njene vojske prešlo pod francosko krono, kar je pomenilo ključni preobrat v tej vojni.
V današnjem geografskem pomenu je pokrajina okoli Orléansa prav tako poznana pod tem imenom, vendar je nekoliko manjša od zgodovinske province.
Orléanais je tudi francoski dialekt, ki so ga govorili na tem ozemlju vse do začetka 19. stoletja.